# Gnučči

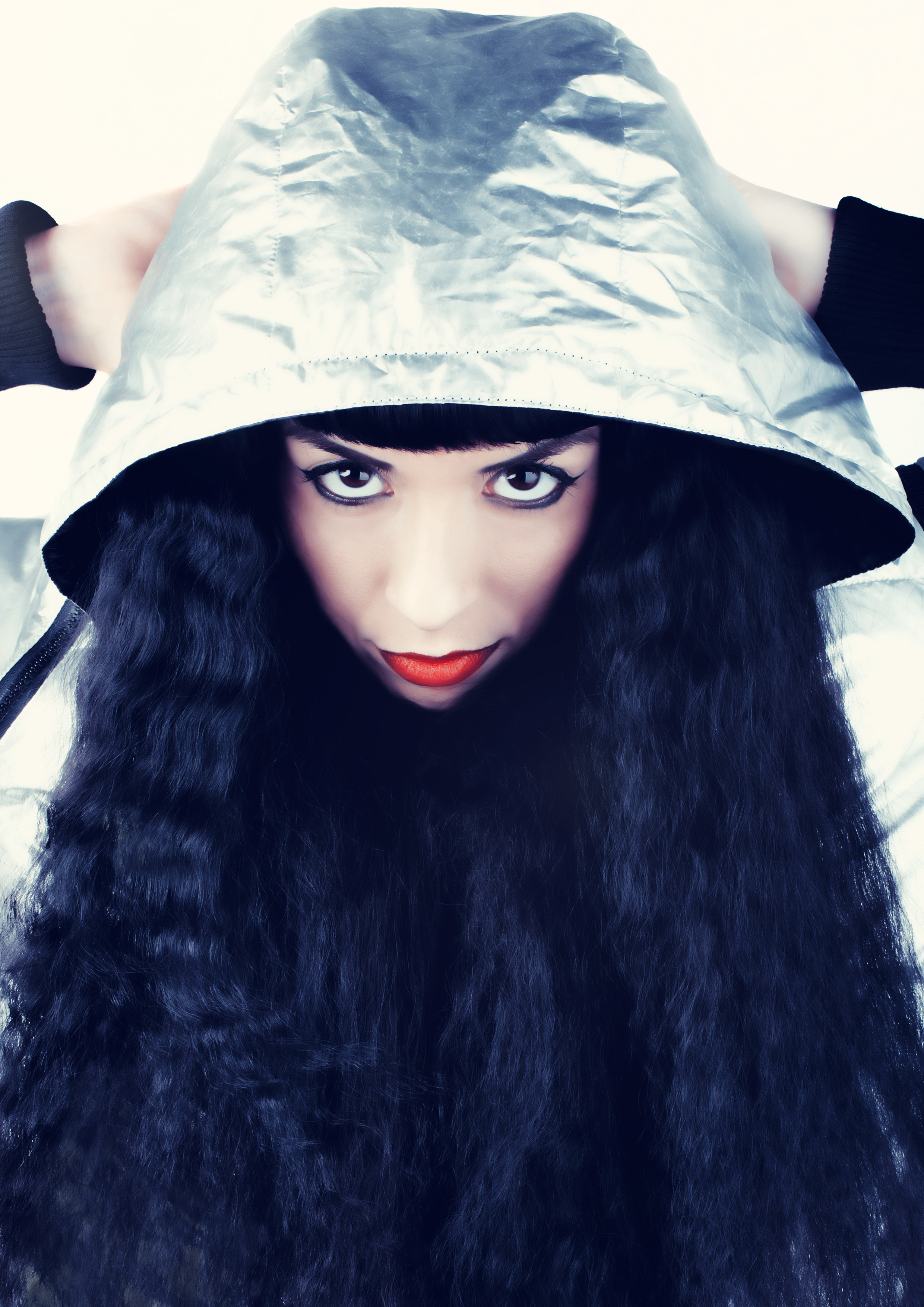
Gnučči 2013.

Gnučči (tidigare Gnucci Banana) är artistnamn för Ana Rab, född 14 april 1987 i Belgrad, en svensk rappare uppväxt i Västerås.
Gnučči växte upp i Västerås och reste till London efter studenten för att jobba i skivbutiken Deal Real nära Carnaby Street. I London träffade hon sydafrikanske rapparen Spoek Mathambo (artistnamn för Nthato Mokgata) som sedermera blev hennes make. Paret flyttade till Malmö och har tillsammans släppt singeln Ayoba. Hon har gästspelat på flera olika artisters låtar, däribland Mash Up Internationals remix av Miike Snows Animal och på Looptroop Rockers-låten Do. 
Hon har karaktäriserat sig själv som "bufférappare", eftersom hon kan rappa till i princip allt. Första helt egna låten Famalam Jam släpptes 2012. 2012 släppte hon även debut EP:n "Oh My Goodness!" och 2014 EP:n PSYCHOHAPPY på egna skivetiketten Famalam Rec. 2016 släppte hon singeln "Ultimate Syndrome" tillsammans med Tami T, första singeln från debutalbumet "You Good I´m Good Let´s Be Great".
2012 nominerades hon i kategorin Årets hiphop/soul vid P3 Guld.